# Oblodzenie

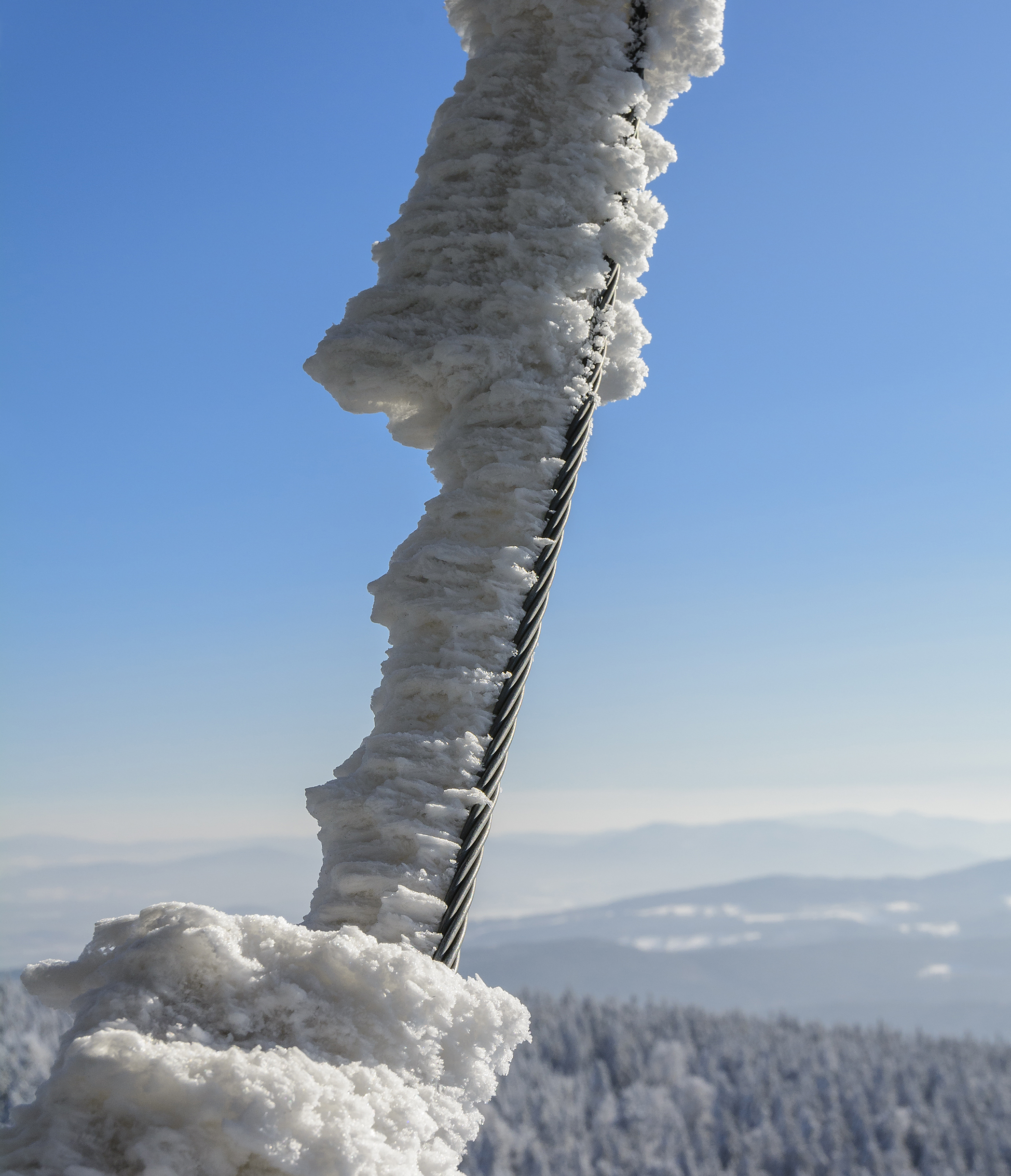
Oblodzona konstrukcja Wieży widokowej na Borówkowej

Oblodzenie – zjawisko atmosferyczne w postaci warstwy lodu powstałej na powierzchni danego przedmiotu. Powstaje w wyniku schłodzenia się cząstek wody (mgły) w temperaturze poniżej 10 °C. Osad lodowy wytwarza się w atmosferze na powierzchni nie stykającej się z ziemią.
Oblodzenie jest dość często przyczyną występowania zagrożenia awarią (np. oblodzenie kabli energetycznych) lub niebezpieczeństw związanych z transportem (np. oblodzenie skrzydeł samolotu).